# Hoogmeien
Hoogmeien est une localité des Pays-Bas appartenant à la commune de Buren.